# Orthonopias triacis
Orthonopias triacis är en fiskart som beskrevs av Edwin Chapin Starks och Mann, 1911. Orthonopias triacis ingår i släktet Orthonopias och familjen simpor. Inga underarter finns listade i Catalogue of Life.